# Alienbrain
Alienbrain ist ein Versionsverwaltungssystem für gemischte Projekte. Das System ist im Unterschied zu klassischen Versionsverwaltungssystemen, die aus dem Bereich der Softwareentwicklung stammen und ihre Stärken vor allem bei zeichenbasierten Quelltexten ausspielen, von Anfang an für die Versionierung von großen Binärdateien ausgelegt worden, und bietet zum Beispiel eine integrierte Bildvorschau für 2D- und 3D-Bildformate.
Alienbrain kommt aus der Computerspieleentwicklung, wo die Versionierung von Mediendaten, sogenannten Assets, schon lange ein Thema ist. Die Versionierung dieser großen Dateien war mit klassischen Versionsverwaltungssystemen, wie CVS und VSS, lange nicht möglich. Mittlerweile wurden die Fähigkeiten des Systems auch in Richtung klassischer Versionsverwaltung erweitert und bieten auch Möglichkeiten wie Branching und Change Sets. Das Haupteinsatzgebiet ist aber nach wie vor die 2D- und 3D-Grafik und die Verwaltung gemischter datenlastiger Projekte, wie Spiele und Animationsfilme.
Die 1997 gegründete Entwicklungsfirma NXN Software GmbH mit Sitz in München wurde 2004 von Avid gekauft. Zu den Kunden zählen unter anderem die Pixar Animation Studios und Electronic Arts.